# Андрєея
Андрєея (Andreaea) — рід скельних мохів, описаний Йоганном Гедвігом у 1801 році.
Це невеликі витончені акрокарпні мохи (це означає, що коробочки утворюються на кінчиках вертикальних гілок), які утворюють темно-коричневі або червонуваті подушки на вологих кремнистих скелях у гірських районах. У коробочці відсутні зубці перистома та кришка як у інших мохів, вона відкривається розщепленням уздовж 4 вертикальних щілин, причому чотири стулки залишаються з'єднаними в основі та верхівці. Коробочка Andreaea не має щетинок, але спорофіт натомість підтримується псевдоподієм, що походить із тканини гаметофіту, як у Sphagnum, а колумела укладена в спорангій. Спори проростають, утворюючи талоїдні протонемати.